# 山下七海
山下 七海（やました ななみ、1995年7月19日 - ）は、日本の女性声優。徳島県出身。81プロデュースに所属。

## 経歴
もともと歌や踊りに興味があり、母親が色々なオーディションをチェックする中で持ってきたのが『Wake Up, Girls!』の声優アーティストを決めるオーディションだった。
AAAに憧れていたことや、地元のカラオケ大会に出場したことも手伝って、2012年の高校2年時にオーディションへの応募を決意。同年開催された『avex×81produce「Wake Up, Girls! AUDITION」第2回アニソン・ヴォーカルオーディション』に合格して、2014年に同アニメのメインヒロインの1人である久海菜々美役で声優デビューを果たした。声優ユニット「Wake Up, Girls!」のメンバーとしてはWake Up, Girls！が解散した2019年3月まで活動した。解散後も声優として活動を継続している。
2015年、第9回声優アワード特別賞をWake Up, Girls!として受賞。

## 人物
他のメンバーと比較して殆ど演技を経験したことがなく、サブカルチャーの知識もあまり無かった。元々アニメに関してはそれ程興味を持っていなかったが、メンバーに影響され好きなアニメや声優が少しずつ増えてきたという。
声優レッスンは当初、アニメに詳しくなく演技のことも分からないために不安で楽しめていなかったが、久海菜々美の設定とイラストを見て演じたいという気持ちが強まったことやレッスンの先生の言葉で楽しめるようになり、声優アーティストとして両立して活動したいと思うようになった。
方言は阿波弁。趣味は会話とフルートの演奏のほか、アロマや心理テスト。得意料理は炒飯とアップルパイ。マイブームは指輪集めで、衝動買いすることもままあるという。
中学校の吹奏楽部ではフルートを担当していた。3歳から15歳までクラシックバレエをしていた。
高校時代はバンドをしていた。バンドのリーダーが『けいおん!』が好きであり、『けいおん!』の楽曲を演奏しており、「Don't say "lazy"」を歌っていたという。地元の小さいライブハウスでライブをしたり、学校の文化祭でライブをしたり、ボーカルで、エレキギターも少ししていたという。
愛称は「ななみん」。ただし、『バトルスピリッツ 烈火魂』で共演した大森日雅からは、演じたキャラクターである「黒田環奈」の語尾「ごぢゃる」から転じて、「おじゃる」と呼ばれている。
2014年4月頃のイベントの時に「大坪由佳」を何という愛称で呼ぶのかで、「由佳おねいちゃん」（「ゆか姉」）になった。
好きな声優として釘宮理恵を挙げており、釘宮が出演した『とらドラ!』は初めて泣いたアニメ作品で、逢坂大河の演技など学ぶところも多いという。

## 出演
太字はメインキャラクター。

### テレビアニメ
2014年
- Wake Up, Girls!（2014年 - 2018年、久海菜々美） - 2シリーズ
- DRAMAtical Murder（女性A）
- ハナヤマタ（生徒）
- Re:␣ ハマトラ（子供B）
- 異能バトルは日常系のなかで（姫木千冬）
- プリパラ（2014年 - 2017年、女の子、太陽ペッパー〈サパンナの少女〉）
- トリニティセブン（マスターリベル）

2015年
- アイドルマスター シンデレラガールズ（大槻唯） - 2シリーズ
- バトルスピリッツ 烈火魂（2015年 - 2016年、黒田環奈）
- 境界のRINNE（少女）
- ハッカドール THE あにめ〜しょん（ハッカドール3号）
- おそ松さん（2015年 - 2025年、橋本にゃー、女、女の子） - 4シリーズ

2016年
- この素晴らしい世界に祝福を!（新人サキュバス）
- ハイスクール・フリート（八木鶫）
- ハンドレッド（ウェンディ・ベルベット）
- マギ シンドバッドの冒険（女の子B）
- パズドラクロス（2016年 - 2018年、ガーネット）

2017年
- ゼロから始める魔法の書（少女の弟）
- アイドルタイムプリパラ（2017年 - 2018年、太陽ペッパー、うどん川こむぎ）
- 賭ケグルイ（2017年 - 2019年、女子会員、女子生徒、大和イナホ） - 2シリーズ
- 異世界はスマートフォンとともに。（2017年 - 2023年、スゥシィ・エルネア・オルトリンデ） - 2シリーズ
- 異世界食堂（魔術師）
- アイドルマスター シンデレラガールズ劇場（2017年 - 2019年、大槻唯） - 3シリーズ

2018年
- ダーリン・イン・ザ・フランキス（ミク）
- ドラえもん（テレビ朝日版第2期）（2018年 - 2021年、子どもA、クラスメイト、カナリア、旗本カンナ）
- 3D彼女 リアルガール（じゅりあ）
- クレヨンしんちゃん（園児C、女の子、店員）
- BAKUMATSU（2018年 - 2019年、雹、少女） - 2シリーズ
- パズドラ（2018年 - 2025年、姫野ほのか）
- シルバニアファミリー ミニストーリー（2018年 - 2020年、みるくウサギの赤ちゃん〈ヘンリーくん〉、マシュマロネズミの女の子〈キャサリンちゃん〉、ペルシャネコの赤ちゃん〈ライアンくん〉） - 3シリーズ

2019年
- 八月のシンデレラナイン（岩城良美）
- うちの娘の為ならば、俺はもしかしたら魔王も倒せるかもしれない。（ルディ姉）
- 鬼滅の刃（2019年 - 2024年、寺内きよ） - 4シリーズ

2020年
- 22/7（少女）
- 虚構推理（少女A）
- キラッとプリ☆チャン（2020年 - 2021年、キラッCHU）
- 邪神ちゃんドロップキック（2020年 - 2023年、キョンキョン） - 3シリーズ + 特別編
- ガル学。〜聖ガールズスクエア学院〜（アイヨウカ）
- とある科学の超電磁砲T（大川内巡観）
- ぐらぶるっ!（ザーリリャオー）

2021年
- ログ・ホライズン 円卓崩壊（リトカ＝モフール）
- プリティーオールフレンズセレクション（キラッCHU）
- うらみちお兄さん（子供）
- ラブライブ!スーパースター!!
- ゴー!ゴー!キッチン戦隊クックルン（小松坂8のメンバー）

2023年
- 僕のヒーローアカデミア（看護師）
- てんぷる（蒼葉海月）

2024年
- 貼りまわれ!こいぬ（ワタ、犬C）

### 劇場アニメ
- Wake Up, Girls!シリーズ（2014年 - 2015年、久海菜々美[18][39]） - 3作品
- 劇場版 トリニティセブン（2017年 - 2019年、マスター・リベル[40][41]） - 2作品
- 劇場版プリパラ み〜んなでかがやけ!キラリン☆スターライブ!（2017年、太陽ペッパー）
- 映画しまじろう まほうのしまのだいぼうけん（2018年、ポカポム[42] ）
- 劇場版 プリパラ&キラッとプリ☆チャン 〜きらきらメモリアルライブ〜（2018年、太陽ペッパー）
- えいがのおそ松さん（2019年、中学生の橋本にゃー）
- 劇場版 ハイスクール・フリート（2020年、八木鶫[43]）
- おそ松さん〜ヒピポ族と輝く果実〜（2022年、橋本にゃー）
- おそ松さん〜魂のたこ焼きパーティーと伝説のお泊り会〜（2023年、橋本にゃー[44]）
- 映画 ラブライブ!虹ヶ咲学園スクールアイドル同好会 完結編 第1章（2024年、菊池朱美[45]）

### OVA
- OVA ハイスクール・フリート（2017年、八木鶫）
- ゆらぎ荘の幽奈さん（2020年、葛城ミリア） - コミックス第24巻アニメBD同梱完全受注限定版
- てんぷる（2023年、蒼葉海月） - 上・下の巻

### Webアニメ
- うぇいくあっぷがーるZOO!（2014年、ナナミ）
- PAC-STORE（2017年、パックマリー）[46][47]
- アイドルマスター シンデレラガールズ劇場 Extra Stage（2020年、大槻唯）
- アイドルランドプリパラ（2021年、太陽ペッパー）

### ゲーム
2013年
- Wake Up, Girls! ステージの天使（久海菜々美）

2014年
- ハッカドッカ〜ン!!（ハッカドール3号）

2015年
- アイドルマスターシリーズ（2015年 - 2023年、大槻唯） - 4作品
- グランブルーファンタジー（2015年 - 2024年、ザーリリャオー）
- サウザンドメモリーズ（ハッカドール3号）
- スクールファンファーレ（三緒瑠璃）
- ミラクルガールズフェスティバル（久海菜々美）
- ゆるかみ!（金毘羅うちわ）
- 妖怪百姫たん!（ハッカドール3号）
- 嫁コレ（まお、ハッカドール3号）
- ブレイブソード×ブレイズソウル （オーア＝ドラグ、ぎんいろ、アルギュロス＝ぎんいろ、ノーネーム、ぎんいろ＝ロスト）

2016年
- プリパラ（ペッパー）
- アイカツ!（荒灘はづき）
- 円環のパンデミカcode-S-（竜前チヅル）
- 俺タワー -Over Legend Endless Tower-（気泡管水準器）
- クイズRPG 魔法使いと黒猫のウィズ（フェルチ・リリー、フロリア・リリー）
- ゴシックは魔法乙女〜さっさと契約しなさい!〜（ハッカドール3号）
- 出撃! 私立恵比寿中学 武装風紀委員会（蜂野早智子）
- SOUL REVERSE ZERO（2016年 - 2018年、ルーチェ、シビュラ、エコー、清少納言）
- ドラゴンジェネシス 聖戦の絆（クシナダヒメ）
- トリックスター 召喚士になりたい（ハッカドール3号）
- ビーナスイレブンびびっど!（ハッカドール3号）

2017年
- 八月のシンデレラナイン（岩城良美）
- モン娘☆は〜れむ（合羽コスイ、ハッカドール3号 / ハッカドール3号Ver.CS）
- 武器よさらば（ユズ）

2018年
- ヴァンパイア†ブラッド（夜影憐華）
- リトルウィッチアカデミア 時の魔法と七不思議（バルサ・ミ・コス）
- プリパラ オールアイドルパーフェクトステージ!（太陽ペッパー）
- ヴァイタルギア（ミルフィム、エル）
- 温泉むすめ ゆのはなこれくしょん（城崎亜莉咲）
- Wake Up, Girls! 新星の天使（久海菜々美）
- デジモンリアライズ（ロップモン）
- 月煌－Luster－（氷魔士、月影）
- メギド72（2018年 - 2023年、インプ、グリマルキン）
- マップラス＋カノジョ（優木香於里）
- Death end re;Quest（アリス）
- ときめきアイドル（立川朱音）
- クルセイダーアタック（アンナ、オートマトンオルカ）
- 御城プロジェクト:RE（二本松城、人吉城）

2019年
- 8 beat Story♪（2019年 - 2022年、橘彩芽〈2代目〉）
- ハイスクール・フリート 艦隊バトルでピンチ!（八木鶫）
- メイプルストーリー2（プリースト）
- CARAVAN STORIES（アカリ）
- 城姫クエスト 極（平安城、秋田城）
- アークザラッド R（ココナ）
- MISTOVER（グリムリーパー）
- にじいろLive（玲奈）
- 社長、バトルの時間です!（セレナ・ターティム）
- 東方キャノンボール（フランドール・スカーレット）

2020年
- ファイナルファンタジー ブレイブエクスヴィアス（ポネ）
- デスティニーチャイルド（セルケト）
- ミトラスフィア（なりきりボイス「ミトラピンク」「チアリーダー」）
- Shadowverse（シノビタヌキ、マジカルシューター、トリニティモンスターズ、大槻唯）
- キラッとプリ☆チャン（キラッCHU）
- 荒野のコトブキ飛行隊 大空のテイクオフガールズ!（ノーラ）
- ラストオリジン（シザーズリーゼ、T-10ニンフ、T-60ブルガサリ、魔法少女マジカル白兎）
- ファイナルギア -重装戦姫-（スウィーティー）
- タベオウジャ（ベルゼ）
- サクラ革命 〜華咲く乙女たち〜（秋吉しずる）

2021年
- 百花繚乱 -パッションワールド（片倉小十郎）
- MAGLAM LOAD / マグラムロード（リリカ）
- 探偵撲滅（文学探偵）
- ワッチャプリマジ！（2021年 - 2023年、マイキャラボイス〈ふんわり〉） - 2作品
- 鬼滅の刃 ヒノカミ血風譚（寺内きよ）

2022年
- 亜人王女と龍人英雄 -ミトラスフィア-（チアリーダー）
- この素晴らしい世界に祝福を!ファンタスティックデイズ（ロリーサ）
- クローバーシアター（キョンキョン&ランラン）
- 勝利の女神:NIKKE（ユルハ）

2023年
- エロイカ（オルスラハ）
- Engage Kill（アレクサ）
- グランサガ（ナデシコ）
- モンスターストライク（きよ）
- アイドルランドプリパラ（太陽ペッパー）
- DNF Duel（バトルメイジ） - DLC追加キャラクター

2024年
- ひみつのアイプリ / アイプリバース（マイキャラボイス〈ふんわり〉） - 2作品
- ブルーアーカイブ -Blue Archive-（夜桜キララ）
- Death end re;Quest Code Z（アリス）
- Fate/Grand Order（2024年 - 2025年、カズラドロップ）

2025年
- クッキーラン:キングダム（キャンディアップル味クッキー）
- クッキーラン:冒険の塔（チェリー味クッキー）
- 魔法少女ノ魔女裁判（氷上メルル）
- おそ松さん六喜六憂ドタバタバトル（橋本にゃー）

### ドラマCD
- ちゃんおぷ的!ドラマ 〜四葉の趣味探し feat. 芽衣子＆七瀬 爆裂女子会議!!〜（2014年、ナミカ）
- アイドルマスター シンデレラガールズ 「Challenges to change」（2016年、大槻唯[128]） - テレビアニメ BD / DVD 第8巻 完全生産限定版特典ドラマCD
- アイドルマスター シンデレラガールズ WILD WIND GIRL（2017年、大槻唯） - 第3・4巻特装版オリジナルCD
- くじ引き特賞：無双ハーレム権（2017年、ひかり） - 単行本第7巻ドラマCD付き特装版
- この愚か者にも脚光を!（2018年、ロリサキュバス） - 第4巻ドラマCD同梱版
- 異世界はスマートフォンとともに。（2019年 - 2022年、スゥシィ・エルネア・オルトリンデ） - 小説第16・19・26巻ドラマCD付き特装版

### オーディオドラマ
- らじどらッ!〜夜のドラマハウス〜『恥ずかしくってキュンなコト』（2016年、波留[129][130]）
- カラダ探し（2016年、柊留美子[131]）
- バイバイ人類（2016年、小熊依子[132]）
- チートを作れるのは俺だけ〜無能力だけど世界最強〜（2018年、イノリ[133]）
- 邪神ちゃんドロップキック×スライム倒して300年、知らないうちにレベルMAXになってました 〜そのに〜コラボボイスドラマ（2024年、キョンキョン）
- 戦国繚乱美少女伝（2025年、大野治長）

### ASMR
- いっしょぐらし 〜ギャルゲーマー彼女編〜（2023年、桐生虹歌）

### デジタルコミック
- キョーダイなんかじゃいられない!（2019年、涼風まひる[134][135]）
- 青のアイリス（2021年、虹ヶ原愛理[136]）
- 現実もたまには嘘をつく（2021年、七海）
- デブとラブと過ちと!（2022年、玉井咲）
- ボイスコミックライブ 公演A「一筋縄ではいかない恋特集」（2024年）[137][138]
  - ピンクとハバネロ（宮尾麦）
  - お姉ちゃんの翠くん（咲苗翠）

### オーディオブック
- 小説版 Wake Up, Girls! それぞれの姿（2015年、久海菜々美[139]）
- ストライクフォール（2020年、アデーレ＝コンテ[140]）
- 魔法少女さんだいめっ☆ １〜３（2020年 - 2022年、夢見草満咲[141][142][143]）
- 九十九の空傘（2021年、アヤノ[144]）
- 俺と彼女の恋を超能力が邪魔している。（2021年、灰島小春[145]）
- 双血の墓碑銘（2021年、柩[146]）
- ヴァンパイア探偵-禁断の運命の血-（2021年[147]、虎姫光[148]）
- 前略、殺し屋カフェで働くことになりました。（2022年、フヤラ[149]）
- 忘却のアイズオルガン（2022年、リリフィーナ[150]）
- キモイマン（2023年、聖[151]）
- ミモザの告白（2023年、星原夏希[152]）

### 吹き替え
映画
- ファイナル・ガールズ 惨劇のシナリオ（2015年、ポーラ）
- ミュータント・ワールド（2015年、シェイナ）

アニメ
- バービー:ライフ・イン・ザ・ドリームハウス（英語: Barbie: Life in the Dreamhouse）（2015年、ステイシー）
- きかんしゃトーマス（2022年 - 、サンディー、ウィルソン）
  - きかんしゃトーマス めざせ!夢のチャンピオンカップ（2023年、サンディー）
  - きかんしゃトーマス 大冒険!ルックアウトマウンテンとひみつのトンネル（2024年、サンディー）
  - きかんしゃトーマス ぼくのたいせつなともだち（2025年、サンディー）

### Webドラマ
- 恋シチュ
  - 「マネージャーにお任せ!」（2019年、アニメビーンズ[158][159]）
  - 「届け、ナースコール!」（2019年、アニメビーンズ[160][161]）
- タテ型×ミニドラマ「家事代行はみた!〜SOSは謎のメモと共に〜」（2020年、アニメビーンズ[162]）

### ラジオ
※はインターネット配信。
- Wake Up, Radio!（2014年 - 2015年、ニコニコ動画※） - 不定期パーソナリティ[163]
- DIVE II Station New Generations!（2014年 - 2016年、文化放送） - 不定期パーソナリティ
- 異能バトルはラジヲのなかで（2014年 - 2015年、音泉※）[164]
- Wake Up, Girls!のオールナイトニッポンモバイル（2014年 - 2016年、Radital※・オールナイトニッポンモバイル※） - 不定期パーソナリティ[165]
- Wake Up, Girls!のオールナイトスッポン（2016年 - 2017年、Radital※・9129スッポン放送※） - 不定期パーソナリティ[166]
- Wake Up, Girls!のがんばっぺレディオ!（2016年 - 2018年、音泉※・HiBiKi Radio Station※） - 不定期パーソナリティ[167]
- Wake Up, Girls!とRun Girls, Run!のオールナイトニッポンi（2017年 - 2018年、オールナイトニッポンi※） - 不定期パーソナリティ[168]
- 吉岡茉祐と山下七海の ことだま☆パンケーキ（2019年 - 、音泉※）[169][170]
- THE IDOLM@STER MUSIC ON THE RADIO（2020年 - 、ニコニコ生放送※） - アシスタントパーソナリティー[171]
- 超!A&G+マンスリースペシャル 山下七海のななつやすみ（2021年8月、超!A&G+※）

### ラジオCD
- ラジオCD 異能バトルはラジヲのなかで Vol.1 - 2（2015年）

### テレビ番組
※はインターネット配信。
- 山本寛アワー ワグっていいとも!（2013年 - 2014年、ニコニコ生放送※）
- おへんろ。〜八十八歩記〜（2014年 - 2015年、岡山放送 他） - まお 役[172]
- Wake Up, Radio!（生）（2014年 - 2015年、ニコニコ生放送※）不定期出演
- ハッカちゃんねる（2014年・2015年、ニコニコ生放送※）
- 水瀬と山下のガンガンGAちゃんねる（2015年 - 2018年、ニコニコ動画※・YouTube※）
- わぐばん!（2015年7月15日 - 9月30日、テレビ東京）[173]
- アニメマシテ（2015年9月21日、10月5日、テレビ東京） - MC
- 妖怪お国自慢（2015年 - 2016年、YouTube※） - お松大権現の声[174]
- みんなで語る番組 かたりぽTV まっち×ボイス♪（2019年、TOKYO MX）[175][176][177][178]
- 山下七海のななみんのねごと（2019年 - 、ニコニコ生放送・YouTube・Periscope※）[179]
- なないろレシピ（2019年 - 2022年、ニコニコ生放送・YouTube[180]※）
- 山下七海のココどこ???（2019年 - 2022年、ニコニコ生放送[181][182]※）
- 声優・山下七海のてくてくテクノスクール〜故郷・徳島で職業訓練体験〜（2021年、けーぶる12・YouTube 徳島県チャンネル※[183]）
- 山下七海のココどこ????（2022年 - 、ニコニコ生放送、YouTube[184]※）

### 舞台
- Wake Up, Girls! - 久海菜々美 役
  - 青葉の記録（2017年1月19日 - 22日、AiiA Theater Tokyo）[185]
  - 青葉の軌跡（2018年6月6日 - 10日、草月ホール）[186]

### 朗読劇
- ニッポン朗読アカデミー・課外授業「朗読劇TARO 〜語り継がれし物語・異聞〜」（2016年11月3日・6日、DDD青山クロスシアター）[187]
- Wake Up, Girls！トレーディングコレクションスペシャルイベント（2016年12月4日、AKIBAカルチャーズ劇場）[188]
- ニッポン朗読アカデミー・課外授業「シンデレラ裁判 〜愛は赤い毒〜」（2017年5月22日・24日・25日、文化放送メディアプラスホール）[189]
- ニッポン朗読アカデミー 朗読劇「謎解きはディナーのあとで 〜二股にはお気をつけください〜」（2018年4月30日、博品館劇場）[190]
- 声の優れた俳優によるドラマリーディング 日本文学名作選 第七弾「三つの愛と、殺人―芥川 太宰 安吾―」（2018年10月9日、紀伊國屋サザンシアター TAKASHIMAYA）[191][192]
- 音楽朗読劇「レ・ミゼラブル」（2019年8月8日、TOKYO FM HALL） - コゼット 役ほか[193]
- スマホを落としただけなのに 囚われの殺人鬼（2020年1月11日・14日、博品館劇場）[194]
- 想い出はコンビーフに乗せて（2020年2月20日、成増アクトホール）[195][196]
- THE ROUDOKU2「ヴァンパイア探偵-禁断の運命の血-」（2021年10月20日[147]、虎姫光[148]）
- 朗読劇「世界から猫が消えたなら」（2022年6月18日・19日・25日、シアター1010）- 彼女 & 猫（キャベツ）役[197]
- 朗読劇「天上の虹」壬申の乱編（2025年7月27日〈予定〉、あうるすぽっと） - 十市皇女 役[198]

### 映像商品
2015年
- 声優ゆめ日記 山下七海（7月30日）

2017年
- アイドルタイムプリパラ サマーライブツアー2017（12月8日）

2019年
- プリパラ&キラッとプリ☆チャンAUTUMN LIVE TOUR み〜んなでアイドルやってみた!（3月29日）
- 吉岡茉祐と山下七海の ことだま☆パンケーキ 女子旅 in 石垣島（12月28日）

### パチンコ・パチスロ
- パチスロ Wake Up, Girls！Seven Memories（2021年、久海菜々美、山下七海[203]）

### その他コンテンツ
- ハッカドール（2014年、ハッカドール3号）
- バンめし♪（2020年、新藤れら / シンデレラ）
- キッズステーション（2021年 - 、一部の番宣予告・各種告知のナレーションを担当）

## ディスコグラフィ

### キャラクターソング
| 発売日         | 商品名                                                                                               | 歌 | 楽曲 | 備考                                                                           |
| -------------- | --- | --- | --- | ------------------------------------------------------------------------------ |
| 2014年10月8日  | 千と二百の物語                                                                                       | TEAM OHENRO。 | 「千と二百の物語」 | テレビ番組『おへんろ。〜八十八歩記〜』オープニングテーマ                       |
| 2014年10月8日  | 千と二百の物語                                                                                       | TEAM OHENRO。 | 「おへんろ。数え唄〜徳島編〜」 | テレビ番組『おへんろ。〜八十八歩記〜』関連曲                                   |
| 2014年11月19日 | OVERLAPPERS                                                                                          | Qverktett:\| | 「OVERLAPPERS」 | テレビアニメ『異能バトルは日常系のなかで』オープニングテーマ                   |
| 2014年11月19日 | OVERLAPPERS                                                                                          | 崎下乙女。 | 「異能性発見学」 | テレビアニメ『異能バトルは日常系のなかで』関連曲                               |
| 2015年1月30日  | 異能バトルは日常系のなかで BD第2巻特典CD                                                             | 安藤寿来（岡本信彦）、姫木千冬（山下七海） | 「Nobody knows, Oh yeah! -創世-」 | テレビアニメ『異能バトルは日常系のなかで』関連曲                               |
| 2015年6月      | - | 三緒瑠璃（山下七海） | 「消えない 消せない」 | ゲーム『スクールファンファーレ』関連曲                                         |
| 2015年11月25日 | Touch Tap Baby                                                                                       | ハッカドール | 「Touch Tap Baby」 「first heart beat」 | テレビアニメ『ハッカドール THE あにめ〜しょん』オープニングテーマ              |
| 2015年11月25日 | Happy Days Refrain                                                                                   | ハッカドール | 「Happy Days Refrain」 | テレビアニメ『ハッカドール THE あにめ〜しょん』エンディングテーマ              |
| 2015年11月25日 | Happy Days Refrain                                                                                   | ハッカドール | 「キャベツ検定」 | テレビアニメ『ハッカドール THE あにめ〜しょん』挿入歌                          |
| 2016年3月2日   | THE IDOLM@STER CINDERELLA MASTER 041 大槻唯                                                          | 大槻唯（山下七海） | 「Radio Happy」 | ゲーム『アイドルマスター シンデレラガールズ』関連曲                            |
| 2016年3月2日   | ハッカドール ハッカソング3号                                                                         | ハッカドール3号（山下七海） | 「Hazy Lazy Doll」 | テレビアニメ『ハッカドール THE あにめ〜しょん』関連曲                          |
| 2016年3月30日  | THE IDOLM@STER CINDERELLA GIRLS STARLIGHT MASTER 01 Snow Wings                                       | 島村卯月（大橋彩香）、渋谷凛（福原綾香）、本田未央（原紗友里）、大槻唯（山下七海）、上条春菜（長島光那） | 「Snow Wings（M@STER VERSION）」 | ゲーム『アイドルマスター シンデレラガールズ スターライトステージ』関連曲       |
| 2016年6月15日  | THE IDOLM@STER CINDERELLA MASTER Passion jewelries! 003                                              | 姫川友紀（杜野まこ）、市原仁奈（久野美咲）、片桐早苗（和氣あず未）、大槻唯（山下七海）、相葉夕美（木村珠莉） | 「きみにいっぱい☆」 「Near to You」 | ゲーム『アイドルマスター シンデレラガールズ』関連曲                            |
| 2016年6月15日  | THE IDOLM@STER CINDERELLA MASTER Passion jewelries! 003                                              | 大槻唯（山下七海） | 「スターラブレイション」 | ゲーム『アイドルマスター シンデレラガールズ』関連曲                            |
| 2016年7月18日  | - | ガーネット（山下七海） | 「NEW WORLD」 | テレビアニメ『パズドラクロス』挿入歌                                           |
| 2016年8月29日  | - | ガーネット（山下七海） | 「ミラクルコンボ」 | テレビアニメ『パズドラクロス』挿入歌                                           |
| 2016年9月2日   | THE IDOLM@STER CINDERELLA GIRLS 4thLIVE TriCastle Story Starlight Castle 会場オリジナルCD            | 大槻唯（山下七海） | 「Snow Wings（M@STER VERSION）」 | ゲーム『アイドルマスター シンデレラガールズ』関連曲                            |
| 2017年2月1日   | THE IDOLM@STER CINDERELLA GIRLS STARLIGHT MASTER 08 BEYOND THE STARLIGHT                             | 城ヶ崎莉嘉（山本希望）、緒方智絵里（大空直美）、北条加蓮（渕上舞）、川島瑞樹（東山奈央）、大槻唯（山下七海） | 「BEYOND THE STARLIGHT（M@STER VERSION）」 「BEYOND THE STARLIGHT（GAME VERSION）」 | ゲーム『アイドルマスター シンデレラガールズ スターライトステージ』関連曲       |
| 2017年2月8日   | THE IDOLM@STER CINDERELLA MASTER EVERMORE                                                            | 相葉夕美（木村珠莉）、五十嵐響子（種﨑敦美）、市原仁奈（久野美咲）、一ノ瀬志希（藍原ことみ）、大槻唯（山下七海）、片桐早苗（和氣あず未）、鷺沢文香（M・A・O）、櫻井桃華（照井春佳）、塩見周子（ルゥティン）、橘ありす（佐藤亜美菜）、中野有香（下地紫野）、二宮飛鳥（青木志貴）、速水奏（飯田友子）、姫川友紀（杜野まこ）、宮本フレデリカ（髙野麻美） | 「Near to You」 | ゲーム『アイドルマスター シンデレラガールズ』関連曲                            |
| 2017年2月8日   | THE IDOLM@STER CINDERELLA MASTER EVERMORE                                                            | 大橋彩香、福原綾香、原紗友里、藍原ことみ、青木志貴、青木瑠璃子、飯田友子、五十嵐裕美、今井麻夏、上坂すみれ、内田真礼、桜咲千依、大空直美、大坪由佳、金子真由美、金子有希、木村珠莉、黒沢ともよ、佐藤亜美菜、下地紫野、洲崎綾、鈴木絵理、髙野麻美、高森奈津美、立花理香、種﨑敦美、千菅春香、東山奈央、長島光那、原優子、早見沙織、春瀬なつみ、渕上舞、牧野由依、松井恵理子、松嵜麗、三宅麻理恵、村中知、杜野まこ、安野希世乃、山下七海、山本希望、佳村はるか、ルゥティン、和氣あず未 | 「EVERMORE（4thLIVE MIX）」 | ゲーム『アイドルマスター シンデレラガールズ』関連曲                            |
| 2017年2月8日   | アイドルマスター シンデレラガールズ WILD WIND GIRL オリジナルCD付き特装版 第2巻                      | 大槻唯（山下七海） | 「Snow Wings (GAME SIZE)」 | ゲーム『アイドルマスター シンデレラガールズ』関連曲                            |
| 2017年2月24日  | プリパラソング♪コレクション 2ndステージ                                                              | NonSugar | 「シュガーレス×フレンド」 | テレビアニメ『プリパラ』挿入歌                                                 |
| 2017年4月19日  | 劇場版プリパラ み〜んなでかがやけ！キラリン☆スターライブ！ SONG COLLECTION                           | スーパープリパラ☆オールアイドル's | 「ぷりぱら☆ララン」 | 劇場アニメ『劇場版プリパラ み〜んなでかがやけ！キラリン☆スターライブ！』挿入歌 |
| 2017年6月8日   | アイドルマスター シンデレラガールズ WILD WIND GIRL オリジナルCD付き特装版 第3巻                      | 藤本里奈（金子真由美）、片桐早苗（和氣あず未）、大槻唯（山下七海） | 「きみにいっぱい☆」 | 漫画『アイドルマスター シンデレラガールズ WILD WIND GIRL』関連曲               |
| 2017年6月24日  | THE IDOLM@STER CINDERELLA GIRLS 5thLIVE TOUR Serendipity Parade!!! 静岡・幕張・福岡 会場オリジナルCD | 大槻唯（山下七海） | 「BEYOND THE STARLIGHT（M@STER VERSION）」 | ゲーム『アイドルマスター シンデレラガールズ スターライトステージ』関連曲       |
| 2017年7月23日  | GAME PriPara Music Collection vol.3                                                                  | NonSugar | 「Go!Go!プリパライフ」 | ゲーム『プリパラ』関連曲                                                       |
| 2017年7月23日  | GAME PriPara Music Collection vol.3                                                                  | ペッパー（山下七海） | 「Go!Go!プリパライフ」 | ゲーム『プリパラ』関連曲                                                       |
| 2017年8月9日   | THE IDOLM@STER CINDERELLA GIRLS MASTER SEASONS SUMMER!                                               | 大槻唯（山下七海）、緒方智絵里（大空直美）、新田美波（洲崎綾） | 「銀のイルカと熱い風」 | ゲーム『アイドルマスター シンデレラガールズ』関連曲                            |
| 2017年9月20日  | 異世界はスマートフォンとともに。キャラクターソングVol.3 スゥシィ&リーン                              | スゥシィ・エルネア・オルトリンデ（山下七海） | 「ワックワクがとまらない！」 「純情エモーショナル スゥシィver. 」 | テレビアニメ『異世界はスマートフォンとともに。』関連曲                         |
| 2017年9月20日  | テレビアニメ『異世界はスマートフォンとともに。』BD/DVD早期予約特典CD                                 | エルゼ（内田真礼）、リンゼ（福緒唯）、八重（赤﨑千夏）、ユミナ（高野麻里佳）、スゥシィ（山下七海）、リーン（上坂すみれ） | 「純情エモーショナル 全員歌唱ver.」 | テレビアニメ『異世界はスマートフォンとともに。』関連曲                         |
| 2017年9月20日  | プリパラ☆ミュージックコレクション season.3                                                           | SoLaMi♡SMILE、Dressing Pafé、NonSugar、Tricolore、Gaarmageddon、UCCHARI BIG-BANGS | 「組曲フォーエバー☆フレンズ〜インターリュード〜『メモリーズ・メドレー』」 「組曲フォーエバー☆フレンズ〜第三楽章〜『My Friend, Dear Friend』〜第四楽章〜『ウィー・アー・ザ・フレンズ！』」 | テレビアニメ『プリパラ』挿入歌                                                 |
| 2017年11月1日  | ハミングDays                                                                                         | petit corolla | 「ハミングDays」 「Petit Etoile」 | 『温泉むすめ』関連曲                                                           |
| 2017年12月29日 | この足でずっとどこまでだって歩いていける                                                             | 優木かおり（山下七海） | 「この足でずっとどこまでだって歩いていける」 | ゲーム「マップラス＋カノジョ」イメージソング。                                 |
| 2018年1月10日  | THE IDOLM@STER CINDERELLA GIRLS LITTLE STARS! Snow＊Love                                             | 市原仁奈（久野美咲）、及川雫（のぐちゆり）、大槻唯（山下七海）、高森藍子（金子有希）、依田芳乃（高田憂希） | 「Snow＊Love」 | テレビアニメ『アイドルマスター シンデレラガールズ劇場』エンディングテーマ      |
| 2018年1月10日  | THE IDOLM@STER CINDERELLA GIRLS LITTLE STARS! Snow＊Love                                             | 大槻唯（山下七海） | 「Snow＊Love」 | テレビアニメ『アイドルマスター シンデレラガールズ劇場』関連曲                  |
| 2018年1月17日  | DREAMING-ING!!                                                                                       | ときめきアイドル project | 「DREAMING-ING!!」 「トキメキ☆ミライ」 | ゲーム『ときめきアイドル』関連曲                                               |
| 2018年1月17日  | DREAMING-ING!!                                                                                       | ときめきアイドル project | 「Twin memories W」 | ゲーム『ときめきアイドル』関連曲                                               |
| 2018年1月17日  | DREAMING-ING!!                                                                                       | 立川朱音（山下七海） | 「DREAMING-ING!!」 「Twin Memories W」 | ゲーム『ときめきアイドル』関連曲                                               |
| 2018年1月26日  | プリパラ ULTRA MEGA MIX COLLECTION Vol.3                                                             | NonSugar | 「シュガーレス×フレンド（DELACTION Remix）」 | テレビアニメ『プリパラ』関連曲                                                 |
| 2018年1月26日  | プリパラ ULTRA MEGA MIX COLLECTION Vol.3                                                             | スーパープリパラ☆オールアイドル's | 「ぷりぱら☆ララン（DJ Noriken Hardcore Mix）」 | テレビアニメ『プリパラ』関連曲                                                 |
| 2018年3月28日  | ダーリン・イン・ザ・フランキス エンディング集 vol.1                                                  | XX:me | 「トリカゴ」 「真夏のセツナ」 「Beautiful World」 | テレビアニメ『ダーリン・イン・ザ・フランキス』エンディングテーマ               |
| 2018年3月28日  | ダーリン・イン・ザ・フランキス エンディング集 vol.1                                                  | ミク（山下七海） | 「トリカゴ（TV Size ver）」 | テレビアニメ『ダーリン・イン・ザ・フランキス』関連曲                           |
| 2018年6月27日  | ダーリン・イン・ザ・フランキス エンディング集 vol.2                                                  | XX:me | 「escape」 「ダーリン」 | テレビアニメ『ダーリン・イン・ザ・フランキス』エンディングテーマ               |
| 2018年7月11日  | カン違いSummer Days                                                                                  | ときめきアイドル project | 「カン違いSummer Days」 | ゲーム『ときめきアイドル』関連曲                                               |
| 2018年7月11日  | カン違いSummer Days                                                                                  | ときめきアイドル project | 「ray after rain」 | ゲーム『ときめきアイドル』関連曲                                               |
| 2018年10月31日 | - | 大槻唯（山下七海） | 「お願い！シンデレラ」 | ゲーム『アイドルマスター シンデレラガールズ スターライトステージ』関連曲       |
| 2018年11月9日  | THE IDOLM@STER CINDERELLA GIRLS 6thLIVE MERRY-GO-ROUNDOME!!! MASTER SEASONS SUMMER! SOLO REMIX       | 大槻唯（山下七海） | 「銀のイルカと熱い風」 | ゲーム『アイドルマスター シンデレラガールズ』関連曲                            |
| 2019年3月8日   | アイドルマスター シンデレラガールズ WILD WIND GIRL Burning Road オリジナルCD付き特装版 第6巻         | 大槻唯（山下七海）、中野有香（下地紫野） | 「明日また会えるよね」 | 漫画『アイドルマスター シンデレラガールズ WILD WIND GIRL』関連曲               |
| 2019年4月6日   | 始まりの合図                                                                                         | Clutch! | 「ALL FOR ONE★」 「Revolution No9!」 | ゲーム『八月のシンデレラナイン』関連曲                                         |
| 2019年5月15日  | Precious Notes                                                                                       | 8/pLanet!! | 「Precious Notes」 | ゲーム『8 beat Story♪』関連曲                                                  |
| 2019年6月26日  | えいがのおそ松さん オリジナルサウンドトラック                                                        | 弱井トト子（遠藤綾）、橋本にゃー（山下七海） | 「ネコとディスコとサカナ」 | 劇場アニメ『えいがのおそ松さん』挿入歌                                         |
| 2019年9月11日  | プロミス！リズム！パラダイス！                                                                       | NonSugar | 「スパイシー♪ホット*ケーキ!!!」 | Webアニメ『アイドルランドプリパラ』エンディングテーマ・挿入歌                  |
| 2019年9月11日  | プロミス！リズム！パラダイス！                                                                       | NonSugar | 「かりすま〜とGIRL☆Yeah!」 「リザーブ・ザ・リバース！」 | アニメ・ゲーム『プリパラ』関連曲                                               |
| 2019年9月11日  | プロミス！リズム！パラダイス！                                                                       | PRI-Crew Friends | 「Crew-Sing! Friend-Ship♡」 | アニメ・ゲーム『プリパラ』関連曲                                               |
| 2019年9月18日  | THE IDOLM@STER CINDERELLA GIRLS STARLIGHT MASTER 32 アンデッド・ダンスロック                         | 大槻唯（山下七海） | 「サニードロップ」 | ゲーム『アイドルマスター シンデレラガールズ スターライトステージ』関連曲       |
| 2019年10月13日 | グラウンドの響（こえ）                                                                               | Clutch! | 「摩擦主義」 「Summer Soul…」 | ゲーム『八月のシンデレラナイン』関連曲                                         |
| 2019年10月23日 | THE IDOLM@STER CINDERELLA GIRLS STARLIGHT MASTER 33 Starry-Go-Round                                  | 前川みく（高森奈津美）、大槻唯（山下七海）、姫川友紀（杜野まこ）、二宮飛鳥（青木志貴）、アナスタシア（上坂すみれ） | 「Starry-Go-Round（M@STER VERSION）」 | ゲーム『アイドルマスター シンデレラガールズ スターライトステージ』関連曲       |
| 2019年11月20日 | THE IDOLM@STER CINDERELLA GIRLS STARLIGHT MASTER for the NEXT! 03 Gossip Club                        | 大槻唯（山下七海）、藤本里奈（金子真由美）、城ヶ崎美嘉（佳村はるか） | 「Gossip Club（M@STER VERSION）」 | ゲーム『アイドルマスター シンデレラガールズ スターライトステージ』関連曲       |
| 2019年11月20日 | THE IDOLM@STER CINDERELLA GIRLS STARLIGHT MASTER for the NEXT! 03 Gossip Club                        | 大槻唯（山下七海） | 「Gossip Club（M@STER VERSION）」 | ゲーム『アイドルマスター シンデレラガールズ スターライトステージ』関連曲       |
| 2020年7月15日  | バンめし♪ ふるさとグランプリ ROUND1 〜春の陣〜                                                       | シンデレラ（山下七海） | 「逆さま♥シンデレラパレード」 | 『バンめし♪』関連曲                                                            |
| 2020年9月16日  | THE IDOLM@STER CINDERELLA GIRLS STARLIGHT MASTER GOLD RUSH! 01 Go Just Go!                           | 夢見りあむ（星希成奏）、大槻唯（山下七海）、北条加蓮（渕上舞）、佐藤心（花守ゆみり）、一ノ瀬志希（藍原ことみ）、鷹富士茄子（森下来奈）、棟方愛海（藤本彩花）、川島瑞樹（東山奈央）、五十嵐響子（種﨑敦美） | 「Go Just Go!（M@STER VERSION）」 | ゲーム『アイドルマスター シンデレラガールズ スターライトステージ』関連曲       |
| 2020年9月16日  | THE IDOLM@STER CINDERELLA GIRLS STARLIGHT MASTER GOLD RUSH! 01 Go Just Go!                           | 大槻唯（山下七海） | 「Go Just Go!（M@STER VERSION）」 | ゲーム『アイドルマスター シンデレラガールズ スターライトステージ』関連曲       |
| 2020年12月2日  | キラッとプリ☆チャン♪ソングコレクション〜from RAINBOW SKY〜                                           | キラッCHU（山下七海） | 「キラッとプリ☆チャンランド」 | テレビアニメ『キラッとプリ☆チャン』挿入歌                                      |
| 2020年12月2日  | キラッとプリ☆チャン♪ソングコレクション〜from MELODY FANTASY〜                                        | ゴーゴー！マスコッツ | 「A・B・C・Dいいね★ダンス」 | テレビアニメ『キラッとプリ☆チャン』エンディングテーマ                          |
| 2020年12月2日  | キラッとプリ☆チャン♪ソングコレクション〜from OCEAN MERMAID〜                                         | ゴーゴー！マスコッツ | 「おやくそくセンセーション」 | テレビアニメ『キラッとプリ☆チャン』挿入歌                                      |
| 2020年12月16日 | Max Charm Faces 〜彼女は最高♡♡!!!!!!〜                                                               | Shuta Sueyoshi with Totoko（遠藤綾）♡Nya（山下七海） & 松野家6兄弟 | 「Max Charm Faces 〜彼女は最高♡♡!!!!!!〜」 「Max Charm Faces 〜彼女は最高♡♡!!!!!!〜 Scout トト子」 「Max Charm Faces 〜彼女は最高♡♡!!!!!!〜 Scout にゃー」 「Max Charm Faces 〜彼女は最高♡♡!!!!!!〜 トト子 Dis by にゃー」 「Max Charm Faces 〜彼女は最高♡♡!!!!!!〜 にゃー Dis by トト子」 「Max Charm Faces 〜彼女は最高♡♡!!!!!!〜 トト子vsにゃー」 | テレビアニメ『おそ松さん』第3期エンディングテーマ                              |
| 2021年2月17日  | THE IDOLM@STER CINDERELLA GIRLS Broadcast & Live Happy New Yell!!! オリジナルCD                      | 大槻唯（山下七海） | 「Starry-Go-Round（M@STER VERSION）」 | ゲーム『アイドルマスター シンデレラガールズ スターライトステージ』関連曲       |
| 2021年2月24日  | Amazing Intelligence 〜クズは最高!!!!!!!!!!!!!♡♡△△〜                                                 | オムスビ（山本和臣） with おそ松さんオールスターズ | 「Amazing Intelligence 〜クズは最高!!!!!!!!!!!!!♡♡△△〜」 | テレビアニメ『おそ松さん』第3期エンディングテーマ                              |
| 2021年4月25日  | 灼けつくエール                                                                                       | Clutch! | 「炎天宣誓歌」 「八月のエバーグリーン」 | ゲーム『八月のシンデレラナイン』関連曲                                         |
| 2021年8月18日  | おそ松さん Original Sound Track Album3                                                               | Shuta Sueyoshi with Totoko（遠藤綾）♡Nya（山下七海） & 松野家6兄弟 | 「Max Charm Faces 〜彼女は最高♡♡!!!!!!〜 Smile Again」 | テレビアニメ『おそ松さん』第3期エンディングテーマ                              |
| 2021年8月18日  | おそ松さん Original Sound Track Album3                                                               | オムスビ（山本和臣） with おそ松さんオールスターズ | 「Amazing Intelligence 〜クズは最高!!!!!!!!!!!!!♡♡△△〜 Type FINAL」 | テレビアニメ『おそ松さん』第3期エンディングテーマ                              |
| 2021年8月25日  | Tasting NonSugar                                                                                     | NonSugar | 「DAI!BOM!大冒険だいっ!!」 「タッ・ピ〜ロペ！サパンナ！」 「三花三様、夢いろ花舞姫」 「ノンピリオド」 「トレジャー♪マイ*ランド!!!」 「カワイイ・ノンシュジェニック!!!」 | テレビアニメ『プリパラ』関連曲                                                 |
| 2021年12月30日 | Majoram Therapie -ももクロ×シンデレラ ver.-                                                          | ももいろクローバーZ、THE IDOLM@STER CINDERELLA GIRLS | 「Majoram Therapie」 | ゲーム『アイドルマスター シンデレラガールズ スターライトステージ』関連曲       |
| 2023年2月11日  | THE IDOLM@STER M@STERS OF IDOL WORLD!!!!! 2023 明日きみにJewel                                       | 大槻唯（山下七海） | 「きみにいっぱい☆」 | ゲーム『アイドルマスター シンデレラガールズ』関連曲                            |
| 2023年5月3日   | リアルダイヤモンド/イセカイジュエリー                                                                | ユミナ（高野麻里佳）、エルゼ（内田真礼）、リンゼ（福緒唯）、八重（赤崎千夏）、スゥシィ（山下七海）、リーン（上坂すみれ） | 「イセカイジュエリー」 | テレビアニメ『異世界はスマートフォンとともに。2』エンディングテーマ            |
| 2023年5月3日   | リアルダイヤモンド/イセカイジュエリー                                                                | ユミナ（高野麻里佳）、エルゼ（内田真礼）、リンゼ（福緒唯）、八重（赤崎千夏）、スゥシィ（山下七海）、リーン（上坂すみれ）、ルーシア（高木美佑）、ヒルデガルド（芹澤優）、桜（久保田未夢） | 「イセカイジュエリー」 | テレビアニメ『異世界はスマートフォンとともに。2』エンディングテーマ            |
| 2023年6月12日  | イセカイジュエリー（スゥver.）                                                                       | スゥシィ・エルネア・オルトリンデ（山下七海） | 「イセカイジュエリー」 | テレビアニメ『異世界はスマートフォンとともに。2』関連曲                        |
| 2023年7月19日  | THE IDOLM@STER CINDERELLA GIRLS STARLIGHT MASTER PLATINUM NUMBER 04 Majoram Therapie                 | 夢見りあむ（星希成奏）、西園寺琴歌（安齋由香里）、大槻唯（山下七海）、北条加蓮（渕上舞） | 「Majoram Therapie」 | ゲーム『アイドルマスター シンデレラガールズ スターライトステージ』関連曲       |
| 2023年8月9日   | おいでませ！三日月寺                                                                                 | 結月（愛美）、月夜（芹澤優）、海月（山下七海）、ミア（朝日奈丸佳）、カグラ（上坂すみれ） | 「おいでませ！三日月寺」 | テレビアニメ『てんぷる』エンディングテーマ                                     |
| 2023年8月9日   | おいでませ！三日月寺                                                                                 | 結月（愛美）、月夜（芹澤優）、海月（山下七海） | 「いつかは満月のように！」 | テレビアニメ『てんぷる』エンディングテーマ                                     |
| 2023年8月9日   | おいでませ！三日月寺                                                                                 | 海月（山下七海） | 「いつかは満月のように！」 | テレビアニメ『てんぷる』関連曲                                                 |
| 2023年8月30日  | はっする∞らびりんす!! 〜おこたみより愛を込めて〜 〜GRANBLUE FANTASY〜                                | ルナール（大久保瑠美）、シェロカルテ（加藤英美里）、マキラ（門脇舞以）、メリッサベル（三上枝織）、ミラオル（大西沙織）、ザーリリャオー（山下七海） | 「はっする∞らびりんす!! 〜おこたみより愛を込めて〜」 | ゲーム『グランブルーファンタジー』関連曲                                       |
| 2023年8月30日  | はっする∞らびりんす!! 〜おこたみより愛を込めて〜 〜GRANBLUE FANTASY〜                                | ミラオル（大西沙織）、ザーリリャオー（山下七海） | 「はっする∞らびりんす!! 〜おこたみより愛を込めて〜」 | ゲーム『グランブルーファンタジー』関連曲                                       |
| 2023年10月25日 | THE IDOLM@STER CINDERELLA MASTER Dreamy Anniversary ＆ Next Chapter                                  | THE IDOLMASTER CINDERELLA GIRLS Stage for Cinderella groupA BEST5! | 「Dreamy Anniversary」 | ゲーム『アイドルマスター シンデレラガールズ スターライトステージ』関連曲       |
| 2023年11月15日 | THE IDOLM@STER CINDERELLA GIRLS STARLIGHT MASTER PLATINUM NUMBER 12 Night Time Wander                | 桐生つかさ（河瀬茉希）、大槻唯（山下七海）、八神マキノ（二ノ宮ゆい） | 「Night Time Wander（M@STER VERSION）」 | ゲーム『アイドルマスター シンデレラガールズ スターライトステージ』関連曲       |
| 2023年11月15日 | THE IDOLM@STER CINDERELLA GIRLS STARLIGHT MASTER PLATINUM NUMBER 12 Night Time Wander                | 大槻唯（山下七海） | 「Night Time Wander（M@STER VERSION）」 | ゲーム『アイドルマスター シンデレラガールズ スターライトステージ』関連曲       |
| 2024年11月13日 | プリパラ ソング♪コレクション Melody Moments!                                                         | NonSugar | 「NonSugar × Age」 | アニメ・ゲーム『プリパラ』関連曲                                               |

### その他参加楽曲
| 発売日        | 商品名                                                                            | 歌                             | 楽曲                                  | 備考                                                               |
| ------------- | --------------------------------------------------------------------------------- | ------------------------------ | ------------------------------------- | ------------------------------------------------------------------ |
| 2015年4月16日 | -                                                                                 | 山下七海                       | 「優しさの理由」 「オオカミとピアノ」 | カラオケ『LIVE DAM STADIUM・LIVE DAM Ai あにそんボーカル』配信曲。 |
| 2015年6月     | -                                                                                 | 山下七海                       | 「未来の先端に」                      | 小説『最新の魔法遣いとアイを識るもの』イメージソング。             |
| 2020年2月26日 | わがまま☆パンケーキミックス                                                       | 吉岡茉祐、山下七海             | 「わがまま☆パンケーキミックス」       | ラジオ番組「吉岡茉祐と山下七海の ことだま☆パンケーキ」テーマソング |
| 2022年7月20日 | CINDERELLA PARTY! デレぱにぱにック＆デレパノココロ ～信じられないくらい素敵なCD～ | 原紗友里、青木瑠璃子、山下七海 | 「LOVE 2000」                         | ラジオ『CINDERELLA PARTY!』関連曲                                  |

## ライブ・イベント

### 合同ライブ
| 出演日               | タイトル                                                                                    | 会場                                        |
| -------------------- | ------------------------------------------------------------------------------------------- | ------------------------------------------- |
| 2016年10月15日       | THE IDOLM@STER CINDERELLA GIRLS 4thLIVE TriCastle Brand New Castle                          | さいたまスーパーアリーナ（埼玉県）          |
| 2016年12月25日       | プリパラ クリスマス☆ドリームライブ2016                                                      | 舞浜アンフィシアター（千葉県）              |
| 2017年7月8日・9日    | THE IDOLM@STER CINDERELLA GIRLS 5thLIVE TOUR Serendipity Parade!!! 幕張公演                 | 幕張イベントホール（千葉県）                |
| 2017年8月6日         | アイドルタイムプリパラ サマーライブツアー2017                                               | 豊洲PIT（東京都）                           |
| 2017年12月10日       | アイドルタイムプリパラ Winter Live 2017                                                     | 幕張メッセ 国際展示場（千葉県）             |
| 2018年9月9日         | プリパラ＆キラッとプリ☆チャンAUTUMN LIVE TOUR み～んなでアイドルやってみた！ 大阪公演       | なんばhatch（大阪府）                       |
| 2018年9月29日        | プリパラ＆キラッとプリ☆チャンAUTUMN LIVE TOUR み～んなでアイドルやってみた！ 東京公演       | 中野サンプラザホール（東京都）              |
| 2018年11月10日       | THE IDOLM@STER CINDERELLA GIRLS 6thLIVE MERRY-GO-ROUNDOME!!!                                | メットライフドーム（埼玉県）                |
| 2018年12月2日        | THE IDOLM@STER CINDERELLA GIRLS 6thLIVE MERRY-GO-ROUNDOME!!!                                | ナゴヤドーム（愛知県）                      |
| 2019年3月16日        | Pripara Friendship Tour 2019 プロミス！リズム！パラダイス！ 大阪公演                        | Zepp Osaka Bayside（大阪府）                |
| 2019年4月28日        | Pripara Friendship Tour 2019 プロミス！リズム！パラダイス！ 東京公演                        | 舞浜アンフィシアター（千葉県）              |
| 2019年5月12日        | 8beatStory♪ 8/pLanet!! 3rd Anniversary Special Event 「Standing on the Stage」              | ニッショーホール（東京都）                  |
| 2019年9月3日・4日    | THE IDOLM@STER CINDERELLA GIRLS 7thLIVE TOUR Special 3chord♪ Comical Pops!                  | 幕張メッセ国際展示場 9-11番ホール（千葉県） |
| 2019年9月22日        | プリパラ＆キラッとプリ☆チャンAUTUMN LIVE TOUR 2019 ～キラッと！アイドルはじめる時間だよ！～ | オリックス劇場（大阪府）                    |
| 2019年11月9日・10日  | THE IDOLM@STER CINDERELLA GIRLS 7thLIVE TOUR Special 3chord♪ Funky Dancing!                 | ナゴヤドーム（愛知県）                      |
| 2019年12月15日       | プリパラ&キラッとプリ☆チャン Winter Live 2019                                               | 幕張イベントホール（千葉県）                |
| 2020年1月26日        | 8beatStory♪ 8/pLanet!! 5th LIVE 「Thousand Emotions」                                       | サンシティ越谷市民ホール（埼玉県）          |
| 2020年9月20日        | Pripara Friendship 2020 パラダイストレイン！                                                | ライブ配信（ULIZA）                         |
| 2020年12月6日        | プリパラ&キラッとプリ☆チャン Winter Live 2020                                               | 幕張イベントホール（千葉県）                |
| 2021年3月6日         | NonSugar スペシャルイベント「約束のてへペロピタですわ！」byプリパラ                         | 舞浜アンフィシアター（千葉県）              |
| 2021年5月22日・23日  | Pretty series 10th Anniversary Pretty Festival                                              | 幕張イベントホール（千葉県）                |
| 2021年9月25日        | プリパラフレンドシップ オータムライブ2021                                                   | J:COMホール八王子（東京都）                 |
| 2021年12月5日        | プリパラ&キラッとプリ☆チャン＆ワッチャプリマジ! Winter Live 2021                            | 幕張イベントホール（千葉県）                |
| 2022年1月29日・30日  | THE IDOLM@STER CINDERELLA GIRLS 10th ANNIVERSARY M@GICAL WONDERLAND TOUR!!! Tropical Land   | ライブ配信（ASOBISTAGE）                    |
| 2022年4月2日・3日    | THE IDOLM@STER CINDERELLA GIRLS 10th ANNIVERSARY M@GICAL WONDERLAND!!!                      | ベルーナドーム（埼玉県）                    |
| 2022年9月24日        | Pretty Live！ ～All for One !!!～                                                           | 中野サンプラザ（東京都）                    |
| 2022年11月26日・27日 | THE IDOLM@STER CINDERELLA GIRLS Twinkle LIVE Constellation Gradation                        | ベルーナドーム（埼玉県）                    |
| 2022年12月4日        | プリパラ&キラッとプリ☆チャン＆ワッチャプリマジ! Winter Live 2022                            | 幕張イベントホール（千葉県）                |
| 2022年12月31日       | 第6回ももいろ歌合戦                                                                         | 日本武道館（東京都）                        |
| 2023年4月29日        | NonSugar 2nd EVENT「ノンスイートホットペッパーチリペッパー！」byプリパラ                    | J:COMホール八王子（東京都）                 |
| 2023年9月9日・10日   | THE IDOLM@STER CINDERELLA GIRLS Shout out Live!!!                                           | 愛知県国際展示場 ホールA（愛知県）          |
| 2024年2月3日         | THE IDOLM@STER CINDERELLA GIRLS UNIT LIVE TOUR ConnecTrip! 山形公演                         | やまぎん県民ホール（山形県）                |
| 2024年7月21日        | キラッとプリ☆チャン スペースシップアドベンチャー                                            | 大宮ソニックシティ（埼玉県）                |

## 書籍

### 写真集
- Baciami（2015年9月25日、学研パブリッシング）ISBN 978-4-05-406344-0

### デジタルフォトブック
- GLITTER[222]（2020年7月17日、BookLive!）
- ななみゅーず[223]（2025年4月30日、集英社）